# Rossmanita
La rossmanita és un mineral de la classe dels silicats, que pertany al grup de la turmalina. Anomenat per George R. Rossman (3 d'agost de 1944), de l'Institut de Tecnologia de Califòrnia, a Pasadena, Califòrnia, en reconeixement pel seu treball sobre l'espectroscòpia dels minerals del grup de la turmalina.

## Característiques
La rossmanita és un silicat de fórmula química ☐(LiAl₂)Al₆(Si₆O18)(BO₃)₃(OH)₃(OH). Cristal·litza en el sistema trigonal. La seva duresa a l'escala de Mohs és 7.
Segons la classificació de Nickel-Strunz, la rossmanita pertany a «09.CK - Ciclosilicats, amb enllaços senzills de 6 [Si₆O18]12-, amb anions complexos aïllats» juntament amb els següents minerals: fluorschorl, fluorbuergerita, cromodravita, dravita, elbaïta, feruvita, foitita, liddicoatita, olenita, povondraïta, schorl, magnesiofoitita, oxivanadiodravita, oxidravita, oxirossmanita, cromoaluminopovondraïta, fluordravita, fluoruvita, abenakiïta-(Ce), scawtita, steenstrupina-(Ce) i thorosteenstrupina.

## Formació i jaciments
Va ser descoberta a la pegmatita de Rožná, al districte de Žďár nad Sázavou (Regió de Vysočina, República Txeca). Tot i tractar-se d'una espècie no gaire habitual ha estat descrita en tots els continents del planeta a excepció de l'Antàrtida.